# Bernhard Anselm Weber
Pour les articles homonymes, voir Weber.
Bernhard Anselm Weber (né le 17 ou 18 avril 1764 à Mannheim et mort le 23 mars 1821 à Berlin) est un compositeur et directeur musical allemand.

## Biographie
Weber étudie à Munich avec Georg Joseph Vogler et en 1787 reçoit son premier poste de chef de théâtre dans la troupe de Gustav Friedrich Wilhelm Großmann à Hanovre. En 1792, il se rend à Berlin, où il travaille jusqu'à sa mort. Ses répétitions des opéras de Gluck, puis ses propres créations scéniques, dont de nombreux opéras et de la musique de scène, par exemple pour la première de Guillaume Tell de Schiller, le rendent d'abord célèbre sur les scènes royales - à la fois à l'opéra et au théâtre national. Il compose également des mélodrames au nom et pour August Wilhelm Iffland.
Bernhard Anselm Weber est mort à Berlin en 1821 à l'âge de presque 57 ans. Il est inhumé dans le cimetière catholique Saint-Edwige sur Chausseestrasse. La tombe est perdue au plus tard lors du rasage du cimetière en 1902.

## Œuvres (sauf indication contraire, créée à Berlin)

### Œuvres vocales scéniques (sélection)
- Epilog auf die Feier des Geburtstags des Königs von Großbritannien (4 juin 1790 Hanovre)
- Das Opfer der Treue (Karl Alexander Herklots (de)), drame musical (9 novembre 1793)
- Elternfreude (Karl Alexander Herklots), prélude allégorique (24 décembre 1793)
- Die Friedensfeier (Karl Alexander Herklots), prélude lyrique (10 mai 1795)
- Der Theaterprinzipal (Karl Alexander Herklots), farce lyrique (15 avril 1796)
- Mudarra (Karl Alexander Herklots), pièce de chant héroïque (10 mars 1800)
- Hero (Karl Alexander Herklots), monodrame lyrique (4 août 1800 Breslau)
- Die Feier des Jahrhunderts (Johann Gottlieb Rhode), prélude (1er janvier 1801)
- Sulmalle (Karl Alexander Herklots), duodrame lyrique (1er janvier 1802)
- Die Wette (nach M. Guillet), singspiel (21 janvier 1805)
- Der Kosak und der Freiwillige (August von Kotzebue), lieder (27 novembre 1813)
- Prolog zur Ankunft Ihrer Majestät Elisabeth Alexiewna Kaiserin aller Reussen (23 janvier 1814)
- Die Hundertjährigen Eichen oder Das Jahr 1814 (Kotzebue), prélude (1er octobre 1814)
- Des Epimenides Erwachen (de) (Johann Wolfgang von Goethe), pièce de théâtre (30 mars 1815)
- Ifflands Denkmal (Karl Alexander Herklots), prélude (20 avril 1815)
- Des Epimenides Urtheil (Karl von Levetzow), pièce de théâtre (16 juillet 1815)
- Sappho (Friedrich Wilhelm Gubitz (de)), monodrame (3 avril 1816)

### Musique de ballet
- Arlequin im Schutz der Zauberei (Étienne Lauchery (de)), ballet (19 janvier 1807)
- Arlequins Geburt (Étienne Lauchery), pantomime (12 août 1808)
- Die Wiederkehr des Vaters, prologue pantomime (23 décembre 1809)

### Musique de scène
- Ignez de Castro (Graf Julius von Soden), tragédie (27 mai 1789 Hanovre)
- Johann von Schwaben (August Gottlieb Meißner), tragédie (1er octobre 1789 Hanovre)
- Menöceus oder Die Rettung von Thebe (Friedrich Bouterweck), tragédie (23 décembre 1789 Hanovre)
- Der Eremit auf Formentera (Kotzebue), spectacle (15 janvier 1790 Hanovre)
- Ataliba, der Vater seines Volkes (Kotzebue), tragédie (25 septembre 1794 Hanovre)
- Lanassa (Karl Martin Plümicke), tragédie (4 avril 1797)
- Wallensteins Tod (Friedrich Schiller), tragédie (17 mai 1799)
- Die Jungfrau von Orleans (Schiller), tragédie romantique (23 novembre 1801)
- Wilhelm Tell (Schiller), pièce de théâtre (4 juillet 1804)
- Die Weihe der Kraft (Zacharias Werner), spectacle de chevalerie (11 juin 1806)
- Die Söhne des Thales (Zacharias Werner), tableau de l'ordre (10 mars 1807)
- Die Griechheit (Christian Friedrich Voß), comédie (4 mai 1807)
- Deodata (Kotzebue), spectacle héroïque (10 mars 1810)
- Die Hussiten vor Naumburg (Kotzebue), spectacle patriotique (15 novembre 1811)
- Die Blume am Ganges (Christian Friedrich Voß), comédie romantique (26 août 1812)
- Der Abschied von der Heimath oder Die Heldengräber bei Großbeeren (Karl von Levetzow), spectacle avec chants (23 août 1815)
- Hermann und Thusnelda (Kotzebue), spectacle (29 mars 1819)

De nombreuses autres œuvres instrumentales et vocales, dont, par exemple, la déclamation pour Iffland, le mélodrame de Schiller accompagné d'un orchestre Der Gang nach dem Eisenhammer (de), qui est édité en 1829 par Carl Loewe dans une version entièrement composée avec accompagnement au piano.

## Documents
Des lettres de Bernhard Anselm Weber figurent dans l'inventaire de l'éditeur de musique de Leipzig CF Peters dans les archives d'État de Leipzig (de).